# 宋之光
宋之光（1916年—2005年），男，广东番禺人，中华人民共和国外交家。

## 生平
宋之光早年参加抗日战争，任广东抗战教育实践社党支部书记、新四军第1师政治部敌工部干事、苏中军区一分区4团政治处主任、第三野战军第11纵团政治处主任、团副政委、29军255团代理政委等职位。1950年，进入外交部，并任中华人民共和国驻德意志民主共和国（东德）使馆二秘、一秘、参赞。1951年，任外交部西欧司副司长。1964年，再次奔赴东德，担任使馆参赞。1970年，担任中国驻东德大使、驻英国大使。1978年回国，任外交部部长助理兼西欧司司长。1982年，担任中华人民共和国驻日本国大使。1985年离任。